# Driss Chraïbi
Driss Chraïbi (El Jadida, 1926. július 15. – Drôme, 2007. április 1.) francia nyelven alkotó marokkói arab író, újságíró és producer.
Jómódú családból származott, Franciaországban vegyészetet tanult. Az egyetem elvégzése után érdekelte a neuropszichiátria, de végül az írás mellett döntött. Írói munkája mellett újságíró és producer volt a France Culture rádióban, ahol a drámai osztályt vezette 30 éven keresztül. A hetvenes években az Université Laval (Québec) egyetemen tanította a Magreb irodalmát.

## Művei
- Le Passé simple, Gallimard, 1954
- Les Boucs, Gallimard, 1955
- L'Âne, Denoël, 1956
- De tous les horizons, Denoël, 1958
- La Foule, Denoël, 1961
- Succession ouverte, Gallimard, 1962
- Un Ami viendra vous voir, Denoël, 1967
- La Civilisation ma mère !..., Gallimard, 1972
- Mort au Canada, Denoël, 1975
- Une enquête au pays, Seuil, 1981
- La Mère du printemps, Seuil, 1982
- Naissance à l'aube, Seuil, 1986
- L’Inspecteur Ali, Gallimard, 1991
- Les aventures de l'âne Khâl, Seuil, 1992
- Une place au soleil, Denoël, 1993
- L’Homme du livre, Eddif - Balland, 1995
- L'Inspecteur Ali à Trinity College, Denoël, 1995
- L'Inspecteur Ali et la CIA, Denoël, 1996
- Vu, Lu, Entendu, Denoël, 1998
- Le Monde à côté, Denoël, 2001
- L'homme qui venait du passé, Denoël, 2004